# Битки при Каванакаджима
Битките при Каванакаджима (川中島の戦い Kawanakajima no tatakai) са поредица от битки през периода Сенгоку от японската история, водени от Такеда Шинген от провинция Кай срещу Уесуги Кеншин от провинция Ечиго между 1553 и 1564 г. 
Шинген и Кеншин се съревновавали за контрол над равнината Каванакаджима между реките Сай и Чикума в северната част на провинция Шинано, на мястото на днешния град Нагано. Битките започнали, след като Шинген покорил Шинано, прогонвайки Огасавара Нагатоки и Мураками Йошикийо, които съответно се обърнали към Кеншин за помощ.
Пет големи битки се състояли при Каванакаджима: Фусе (1553), Сайгава (1555), Уенохара (1557), Хачиманбара (1561) и Шиозаки (1564 г.). Най-известното и тежко сражение се провело на 18. октомври 1561 г. в сърцето на Каванакаджима и затова е известно като Битката при Каванакаджима. В крайна сметка, боевете не определили категоричен победител и нито Шинген, нито Кеншин установил власт над равнината.
Сраженията при Каванакаджима впоследствие се превърнали в един от "най-тачените разкази от японската военна история", въплъщението на японската доблест и романс, увековечени са в епически поеми, картини, литографии и филми.